# Gat kodkod
El gat kodkod (Leopardus guigna), escrit també codcod i també conegut amb el nom de güiña, és el fèlid més petit d'Amèrica. Hi ha poca informació d'aquesta espècie, a causa del fet que és extremadament rar i evasiu.
El seu nom comú, kodkod, prové dels indis maputxe, mentre que güiña o huiña és el nom comú a Xile i l'Argentina.

## Taxonomia
El gat kodkod fou anteriorment considerat un membre del gènere Oncifelis, format per 3 espècies de petits felins, nadiues de Sud-amèrica. Actualment totes 3 espècies es troben dins del gènere Leopardus. A més del gat kodkod, els antics membres del gènere Oncifelis eren el gat de la Pampa i el gat de Geoffroy. Anàlisis genètiques recents suggereixen que el gat kodkod està estretament relacionat amb el gat de Geoffroy.

## Descripció
El gat kodkod és l'espècie de fèlid més petita de l'hemisferi occidental, amb una mida mitjana no més gran que la del típic gat domèstic. La longitud del seu cos varia entre 40 i 52 centímetres, amb una cua que fa entre 19 i 25 centímetres. El seu pes oscil·la entre 1,5 i 3 kg. Tenen el cap petit i la cua curta en relació amb els peus grans i urpes llargues, que els ajuden a enfilar-se als arbres. El seu pelatge és principalment de color gris marronós o marró vermellós, està esquitxat de taques fosques, té ratlles a la cua i als costats dorsals, i és més pàl·lid al ventre i al costats. Els individus melànics o de color més fosc, no són poc comuns, i les seves ratlles i taques es detecten amb llum brillant. És similar en aspecte al gat de Geoffroy (Leopardus geoffroyi), amb l'excepció que el gat kodkod té menys ratlles al cap i l'espatlla, i la seva cua és més gruixuda.

## Hàbitat i distribució
Habita al centre i sud de Xile, a les illes Chiloé i Guaitecas, als Andes, i a l'oest de l'Argentina.
El gat kodkod és un animal terrestre i arbori, que habita en boscos humits temperats, especialment a les regions costaneres com les illes de Xile. Els tipus de bosc on tradicionalment se'ls pot trobar inclouen boscos temperats de fulla perenne i de fulla caduca, matollars, i boscos de coníferes. És relativament tolerant a la pertorbació, ja que se'l pot trobar al bosc primari i secundari i matollar, així com als afores de les àrees cultivades. Són comunament observats a la selva de Valdivia. Les característiques d'aquests hàbitats forestals són altituds entre 1.900 i 2.500 metres, i complexos estrats de vegetació de bambú, lianes i epífites. També es troba als boscos humits de muntanya argentins, que també tenen bambú, lianes i epífites.

## Comportament
El gat kodkod és un animal arbori, que s'enfila als arbres per cercar refugi, amagar-se dels seus perseguidors, o per caçar les seves preses. És un animal més aviat nocturn en zones poblades per humans i més diürn en zones més salvatges. Són animals solitaris, dels quals els mascles ocupen territoris més extensos que els de les femelles.
Un estudi fet sobre un grup de 5 individus, que incloïa mascles i femelles, va registrar que la mida mitjana del seu territori, era d'1,5 quilòmetres quadrats. Un altre estudi va registrar territoris de 2,69 quilòmetres quadrats, amb un considerable solapament entre individus. En hàbitats fragmentats, els mascles són més propensos a abandonar els seus territoris que les femelles.

## Dieta
El gat kodkod és un carnívor que s'alimenta principalment de petits rosegadors, rèptils, ocells i grans insectes. S'ha observat que les seves preses inclouen la rata comuna (Rattus norvegicus), la merla austral (Turdus falcklandii), la fredeluga austral (Vanellus chilensis), Scelorchilus rubecula, Pteroptochos tarnii, oca vulgar (Anser anser), gall de Bankiva (Gallus gallus), i Liolaemus pictus chiloeensis. De vegades també cacen pollastres domèstics, cosa que els condueix a entrar en conflicte amb els humans, fet que sovint té com a resultat la mort del gat kodkod a mans dels grangers.

## Reproducció
Hi ha molt poca informació del seu aparellament, a causa de la seva raresa. Els territoris més grans dels mascles podrien indicar que cerquen múltiples parelles. Les femelles donen a llum ventrades formades d'entre 1 i 4 gatets. El seu període de gestació oscil·la entre 72 i 78. No s'han registrat els intervals d'aparellament i la seva estacionalitat. Tant mascles com femelles assoleixen la maduresa sexual als 24 mesos d'edat.
Tampoc hi ha gairebé informació sobre la cria dels gatets. Com en altres petits felins, és probable que les femelles del gat kodkod s'encarreguin exclusivament de la cria. Les femelles inverteixen molt en la gestació i la lactància, i poden donar una atenció prolongada als joves, ensenyant-los a caçar abans que esdevinguin independents.
El gat kodkod pot arribar a viure fins a 11 anys en la natura.

## Comunicació
A causa de la seva natura discreta, hi ha molt poca informació sobre la comunicació entre individus. Malgrat això, sabem que, com la majoria de felins, té una visió, una oïda i un olfacte excel·lents i, per tant, és probable que facin servir senyals químics per comunicar-se, així com vocalitzacions, postures del cos i contacte físic.

## Depredadors
Els seus depredadors coneguts són els humans i els gossos domèstics. Té una coloració críptica i discreta en el pelatge, que li permet evitar la majoria de depredadors.

## Estat de conservació
Les poblacions de gat kodkod estan en declivi, especialment al centre de Xile. Aquesta espècie ha estat catalogada com a vulnerable per la UICN i es troba dins l'Apèndix II de la llista CITES, i està amenaçada pels gossos domèstics, la caça per part d'humans, i la fragmentació i pèrdua d'hàbitat causada per la desforestació. L'educació, sensibilització i aplicació més estricta de la llei són necessàries per millorar les actituds humanes envers el gat kodkod i la seva protecció. Actualment hi ha lleis per protegir el gat kodkod i altres petits felins dels caçadors, però només en algunes àrees i l'execució és en general feble. Afortunadament, el gat kodkod és relativament tolerant als hàbitats pertorbats, cosa que es reflecteix en el seu estat de conservació vulnerable en lloc d'en perill crític.

## Subespècies
Hi ha dues subespècies conegudes d'aquesta espècie:
- Leopardus guigna guigna, sud de Xile i l'Argentina
- Leopardus guigna tigrillo, al centre de Xile

La subespècie Leopardus g. tigrillo es troba a la regió de la Patagònia i se la pot identificar per un color més pàl·lid i per la manca de taques a les potes, mentre que la subespècie Leopardus g. guigna es troba al centre de Xile i se la pot reconèixer per ser més petita, tenir colors més brillants en el pelatge i per les taques de les potes.